# Кант (авіабаза)
Авіаба́за «Кант» — військовий аеродром, розташований в Чуйській області Киргизстану, що використовується Росією згідно з міжурядовим договором.
Знаходиться в долині річки Чу за 20 км на схід від Бішкеку, за 2 км на південь від міста Кант. На аеродромі дислокована 999-та авіабаза, що входить до складу 5-ї повітряної армії РФ. Тут проходять службу 250 російських офіцерів та прапорщиків і 150 солдатів строкової служби. Базується авіатехніка: винищувачі Су-27, штурмовики Су-25, транспортні літаки Іл-76, вертольоти Мі-8, навчальні літаки Л-39.

## Історія

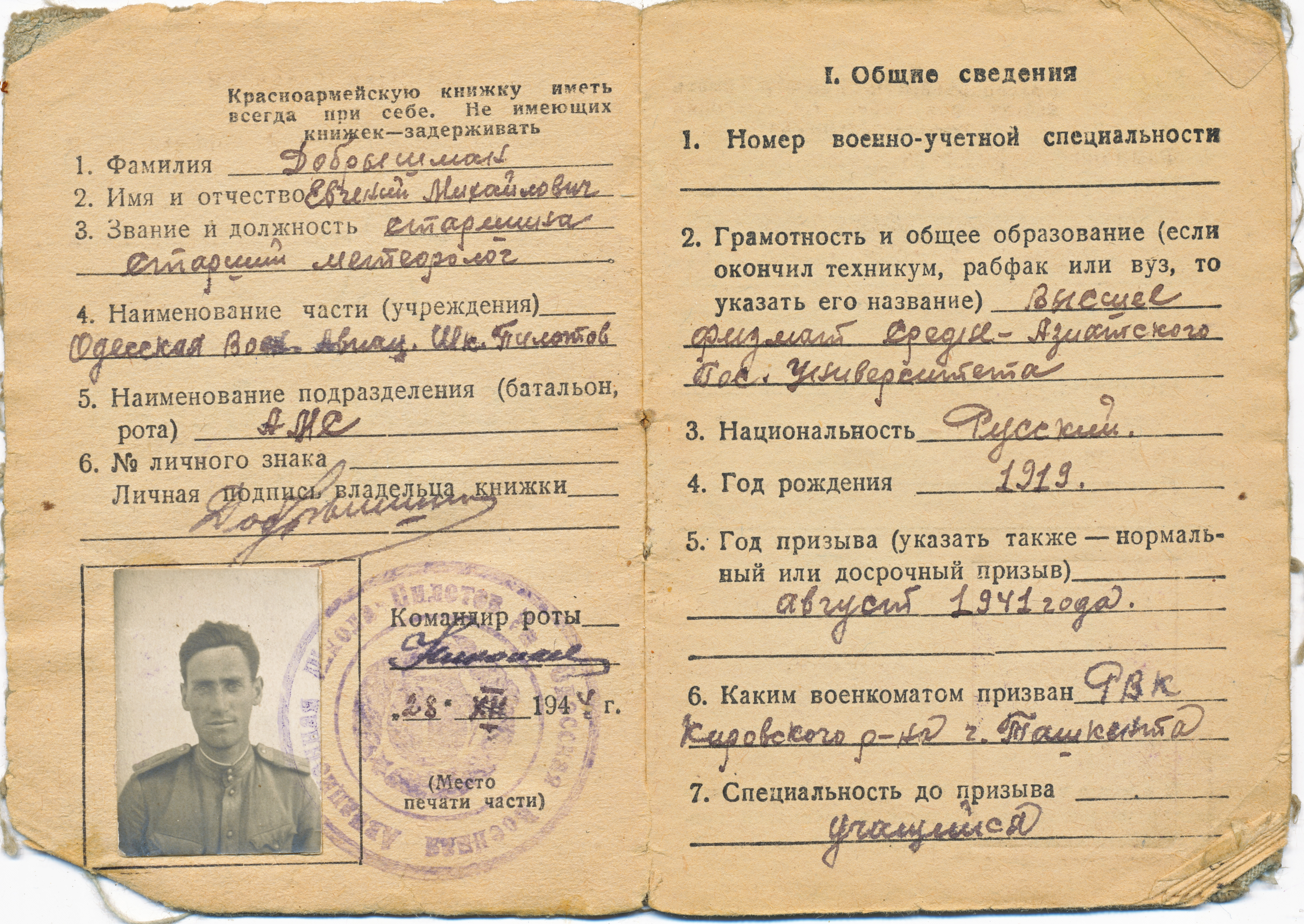
Червоноармійська книжка зразка 1944 року старшини Є. М. Добришмана(1919—2016), старшого метеоролога Одеської військової авіаційної школи пілотів, в грудні 1941 року спрямованої під Фрунзе (Киргизія).

Історія аеродрому в Канті йде до 1941 року, коли до Киргизстану була евакуйована Одеська авіаційна школа пілотів. Згодом, у 1947 році, школа в Киргизстані була перейменована у Фрунзенське військове авіаційне училище льотчиків ВПС СРСР.
Серед випускників училища — космонавт Андріян Ніколаєв (1954).
У 1956 році училище почало займатися підготовкою пілотів для дружніх країн, які розвиваються, і 6 серпня 1959 року було реорганізовано у 5-ті Центральні курси з підготовки та удосконалення авіаційних кадрів (5-е ЦК ПУАК).
C 1957 по 1992 роки в училищі та на курсах було підготовлено 21 682 людини з 54 країн, по 110 авіаційним спеціальностям, в тому числі 5 698 льотчиків, штурманів 749, 469 офіцерів бойового управління, 165 стрільців-радистів, 8 998 авіатехніки та понад 5 000 осіб з інших спеціальностей.

## Сучасна російська база
У вересні 2003 року Росія уклала договір на 15 років з Киргизстаном про розміщення в Канті авіаційного підрозділу в рамках Колективних сил швидкого розгортання Організації Договору про колективну безпеку. У 2009 році дію договору було продовжено ще на 49 років, з можливим продовженням ще на 25 років.
За повідомленнями ЗМІ, під час кризи в Киргизстані на початку 2005 року на авіабазі Кант знаходилися шість військово-транспортних літаків Іл-76, один транспортний Ан-24, один Ан-12, один Іл-18 та два вертольоти Мі-8, в готовності для можливої евакуації російського населення.
Міністерство оборони Російської Федерації планує посилити авіаційне угруповання, яке базується на авіабазі Кант, відразу по завершенні реконструкції злітно-посадкової смуги та заміни навігаційного обладнання. Авіабаза буде служити аеродромом підскоку для літаків Ту-95МС та Ту-160 авіабази Енгельс.
Головне завдання авіабази — підтримка з повітря дій військових підрозділів Колективних сил швидкого розгортання ОДКБ. Ще при відкритті бази спостерігачі відзначали, що винищувачі й штурмовики, перекинуті з Росії до Киргизстану, мало пристосовані для підтримки сил КСШР, головним завданням яких була боротьба з терористичними групами, що діють у регіоні, тоді як у надісланих на базу літаків просто не було обладнання та озброєння для роботи по наземних цілях.
Основу льотного складу авіабази Кант складають льотчики Липецького центру бойового застосування ВПС, який займається освоєнням нової техніки та розробкою навчальних посібників для стройових льотчиків.
Очікується, що після завершення реконструкції бази сюди будуть спрямовані модернізовані винищувачі Су-27СМ, ударні літаки Су-24 і Су-25, здатні виконувати польоти цілодобово за будь-яких погодних умов, а також ефективно застосовувати всі види високоточного бомбового і ракетного озброєння.
Станом на жовтень 2007 року на авіабазі виконано великий обсяг робіт з вдосконалення аеродромної мережі, капітально відремонтовано клуб, побудований спортивний комплекс, школа. Будується 75 квартирний житловий будинок, нова казарма. У перспективі планується побудувати ще 2 житлових будинки, дитячий сад, а також реконструювати наявну трансформаторну електропідстанцію.
9 травня 2008 рік на авіабазі було відкрито пам'ятник воїнам, загиблим в боях німецько-радянської війни.